# Соколув-Товажиство
Соколув-Товажиство (пол. Sokołów-Towarzystwo) — село в Польщі, у гміні Кернозя Ловицького повіту Лодзинського воєводства.
Населення — 101 особа (2011).
У 1975-1998 роках село належало до Плоцького воєводства.

## Демографія
Демографічна структура станом на 31 березня 2011 року:
|          | Загалом | Допрацездатний вік | Працездатний вік | Постпрацездатний вік |
| -------- | ------- | ------------------ | ---------------- | -------------------- |
| Чоловіки | 46      | 13                 | 28               | 5                    |
| Жінки    | 55      | 16                 | 28               | 11                   |
| Разом    | 101     | 29                 | 56               | 16                   |